# تاکهیرو کاتو
تاکهیرو کاتو (انگلیسی: Takehiro Kato؛ زادهٔ ۲۸ ژوئیهٔ ۱۹۷۴) بازیکن فوتبال اهل ژاپن است.
از باشگاه‌هایی که در آن بازی کرده‌است می‌توان به باشگاه فوتبال گامبا اوساکا اشاره کرد.